# Mộc Sơn
Mộc Sơn là một phường thuộc thị xã Mộc Châu, tỉnh Sơn La, Việt Nam.

## Địa lý
Phường Mộc Sơn nằm ở trung tâm thị xã Mộc Châu, có vị trí địa lý:
- Phía đông giáp phường Bình Minh và phường Thảo Nguyên
- Phía tây giáp phường Mộc Lỵ và phường Mường Sang
- Phía nam giáp phường Đông Sang
- Phía bắc giáp xã Chiềng Hắc.

Phường Mộc Sơn có diện tích 7,22 km², dân số năm 2023 là 10.337 người, mật độ dân số đạt 1.431 người/km².

## Hành chính
Phường Mộc Sơn được chia thành 7 tổ dân phố: 1, 2, 3, 4, 5, 6, 7.

## Lịch sử
Ngày 14 tháng 11 năm 2024, Ủy ban Thường vụ Quốc hội ban hành Nghị quyết số 1280/NQ-UBTVQH15 về việc sắp xếp đơn vị hành chính cấp huyện, cấp xã của tỉnh Sơn La giai đoạn 2023 – 2025 (nghị quyết có hiệu lực từ ngày 1 tháng 2 năm 2025). Theo đó, thành lập phường Mộc Sơn thuộc thị xã Mộc Châu trên cơ sở 7,22 km² diện tích tự nhiên và quy mô dân số là 10.337 người của thị trấn Mộc Châu.
Ngày 20 tháng 1 năm 2025, UBND tỉnh Sơn La ban hành Quyết định số 163/QĐ-UBND về việc:
- Chuyển tiểu khu 1 thành tổ dân phố 1.
- Chuyển tiểu khu 2 thành tổ dân phố 2.
- Chuyển tiểu khu 3 thành tổ dân phố 3.
- Chuyển tiểu khu 4 thành tổ dân phố 4.
- Chuyển tiểu khu Bản Mòn thành tổ dân phố 5.
- Chuyển tiểu khu 6 thành tổ dân phố 6.
- Chuyển tiểu khu 8 thành tổ dân phố 7.